# Dacus capillaris
Dacus capillaris är en tvåvingeart som först beskrevs av Drew 1972.  Dacus capillaris ingår i släktet Dacus och familjen borrflugor. Inga underarter finns listade i Catalogue of Life.